# Piyawat Bannalak
Piyawat Bannalak (thailändisch ปิยวัฒน์ บรรณารักษ์, * 18. Oktober 2001) ist ein thailändischer Fußballspieler.

## Karriere
Piyawat Bannalak steht seit 2021 beim Kasetsart FC unter Vertrag. Der Verein aus der thailändischen Hauptstadt Bangkok spielte in der zweiten Liga, der Thai League 2. Sein Profidebüt in der zweiten Liga gab er am 17. Februar 2021 im Auswärtsspiel beim Chiangmai United FC. Hier wurde er in der 64. Minute für Narongsak Laosri eingewechselt.